# Хербургер, Рафаэль
Рафаэль Хе́рбургер (нем. Raphael Herburger; род. 2 января 1989, Дорнбирн, Австрия) — австрийский хоккеист, центральный нападающий клуба «Ред Булл» из Зальцбурга. Игрок сборной Австрии по хоккею с шайбой.

## Карьера
Рафаэль Хербургер начал профессиональную карьеру в клубе «Дорнбирнер». В 2008 году подписал контракт с клубом высшей австрийской лиги «Клагенфурт». В сезоне 2009/10 половину сезона провёл в лазарете из-за миокардита. В 2013 году подписал двухлетний контракт со швейцарским клубом «Биль». Хербургер выступал на молодёжных и юниорских первенствах мира за сборную Австрии. 6 ноября 2008 года дебютировал в основной сборной Австрии. В 2014 году вместе с командой защищал цвета австрийского флага на Олимпиаде.